# Lamprosema ochrimarginalis
Lamprosema ochrimarginalis là một loài bướm đêm trong họ Crambidae.